# Qualificazioni al campionato europeo femminile under 19 di calcio 2020
Le qualificazioni al campionato europeo femminile under 19 di calcio 2020 sono state un torneo organizzato dall'Union of European Football Associations (UEFA) riservato alle nazionali di calcio femminile atto a determinare le squadre che affiancheranno la Georgia nella fase finale del campionato europeo femminile under 19 di calcio 2020.
Esclusa la Georgia in quanto nazione organizzatrice, 48 delle rimanenti 54 nazionali femminili UEFA sono ammesse al torneo. Le giocatrici ammesse devono essere nate il od oltre la data del 1º gennaio 2001.

## Gruppi
Il turno di qualificazione è programmato provvisoriamente tra il 27 agosto e il 3 settembre, o dall'1 all'8 ottobre 2019.
I tempi sono CEST (UTC+2), elencati dalla UEFA (l'ora locale, se diversa, è tra parentesi).

### Gruppo 1
| Pos. | Squadra            | Pt | G | V | N | P | GF | GS | DR  |
| ---- | ------------------ | -- | - | - | - | - | -- | -- | --- |
| 1.   | Francia            | 9  | 3 | 3 | 0 | 0 | 23 | 0  | +23 |
| 2.   | Slovacchia         | 4  | 3 | 1 | 1 | 0 | 7  | 7  | 0   |
| 3.   | Romania            | 4  | 3 | 1 | 1 | 0 | 4  | 8  | -4  |
| 4.   | Macedonia del Nord | 0  | 3 | 0 | 0 | 3 | 0  | 19 | -19 |

#### Risultati
| Arbitro: | Liudmyla Telbukh |

|                  |           |              |
| Tatar 81’ (rig.) | Marcatori | 32’ Panáková |

| Arbitro: | Meitar Shemesh |

| |           |  |
| Mbakem-Niaro 11’ Chapelle 13’, 64’, 90+1’ Hamidou 47’ Diaby 51’, 69’ Eninger 62’ (rig.) Zahot 71’ Ould Hocine 83’ | Marcatori |  |

| Arbitro: | Lois Otte |

|                                                                               |           |  |
| Eninger 26’ Ould Hocine 36’ Vagre 43’ Coquard 74’, 90+1’ Zahot 80’ Peneau 83’ | Marcatori |  |

| Arbitro: | Liudmyla Telbukh |

|                                                                             |           |  |
| Kollárová 13’ Tipulová 33’ Kaláberová 58’ (rig.), 74’ Semanová 72’ Nagy 76’ | Marcatori |  |

| Arbitro: | Lois Otte |

|  |           |                                                             |
|  | Marcatori | 16’ Chapelle 34’, 75’ Mbakem-Niaro 42’, 62’ Zahot 65’ Diaby |

| Arbitro: | Meitar Shemesh |

|  |           |                               |
|  | Marcatori | 6’ Ienovan 49’ Beno 77’ Marcu |

### Gruppo 2
| Pos. | Squadra   | Pt | G | V | N | P | GF | GS | DR  |
| ---- | --------- | -- | - | - | - | - | -- | -- | --- |
| 1.   | Finlandia | 9  | 3 | 3 | 0 | 0 | 25 | 0  | +25 |
| 2.   | Rep. Ceca | 6  | 3 | 2 | 0 | 1 | 10 | 5  | +5  |
| 3.   | Fær Øer   | 3  | 3 | 1 | 0 | 2 | 1  | 16 | -15 |
| 4.   | Lituania  | 0  | 3 | 0 | 0 | 3 | 0  | 15 | -15 |

#### Risultati
| Arbitro: | Viki De Cremer |

|                                                                                |           |  |
| Siren 19’, 39’ Vuorinen 24’, 30’, 34’, 37’ Topra 43’ Karjalainen 71’ Lehto 90’ | Marcatori |  |

| Arbitro: | Yuliya Larionova |

|  |           |                                                        |
|  | Marcatori | 23’, 37’, 63’ Novotná 26’ (aut.) Henriksen 79’ Lišková |

| Arbitro: | Yuliya Larionova |

|                                                           |           |  |
| Šubrtová 6’, 45+5’ (rig.), 66’ Cvrčková 38’ Novotná 90+2’ | Marcatori |  |

| Arbitro: | Volha Tsiareshka |

| |           |  |
| Huhta 14’, 27’, 57’ Koivisto 19’, 87’ (rig.) Kantanen 50’, 61’ Siren 52’ Karjalainen 63’, 78’ Lehto 65’ | Marcatori |  |

| Arbitro: | Volha Tsiareshka |

|  |           |                                                |
|  | Marcatori | 30’ Kantanen 35’, 56’ Yang 63’ Lehto 77’ Huhta |

| Arbitro: | Viki De Cremer |

|  |           |                   |
|  | Marcatori | 90’ Tórolvsdóttir |

### Gruppo 3
| Pos. | Squadra     | Pt | G | V | N | P | GF | GS | DR  |
| ---- | ----------- | -- | - | - | - | - | -- | -- | --- |
| 1.   | Germania    | 9  | 3 | 3 | 0 | 0 | 18 | 1  | +17 |
| 2.   | Portogallo  | 6  | 3 | 2 | 0 | 1 | 16 | 4  | +12 |
| 3.   | Azerbaigian | 3  | 3 | 1 | 0 | 2 | 1  | 12 | -11 |
| 4.   | Albania     | 0  | 3 | 0 | 0 | 3 | 0  | 18 | -18 |

#### Risultati
| Arbitro: | Tanja Racic |

|  |           |                                                         |
|  | Marcatori | 13’, 31’, 35’, 64’ Encarnação 20’ Pintassilgo 65’ Teles |

| Arbitro: | Ioanna Allayiotou |

|                                                                       |           |  |
| Corley 6’ Fuso 10’, 39’ Fudalla 23’, 68’, 84’ Wimmer 25’ Weidauer 70’ | Marcatori |  |

| Arbitro: | Sabina Bolić |

|                                                                 |           |  |
| Weidauer 15’, 20’ Berning 46’ Fudalla 59’ Köster 65’ Corley 77’ | Marcatori |  |

| Arbitro: | Tanja Racic |

| |           |  |
| Nazareth 1’, 45+4’ Ferreira 8’, 21’ Pintassilgo 33’, 44’ Barbosa 60’ Albuquerque 75’ (rig.) Teles 84’ | Marcatori |  |

| Arbitro: | Sabina Bolić |

|             |           |                                               |
| Jacinto 62’ | Marcatori | 12’ Fuso 18’ Weidauer 41’, 60’ (rig.) Fudalla |

| Arbitro: | Ioanna Allayiotou |

|  |           |          |
|  | Marcatori | 72’ Deli |

### Gruppo 4
| Pos. | Squadra  | Pt | G | V | N | P | GF | GS | DR |
| ---- | -------- | -- | - | - | - | - | -- | -- | -- |
| 1.   | Scozia   | 7  | 3 | 2 | 1 | 0 | 5  | 0  | +5 |
| 2.   | Polonia  | 6  | 3 | 2 | 0 | 1 | 7  | 1  | +6 |
| 3.   | Croazia  | 2  | 3 | 0 | 2 | 1 | 0  | 2  | -2 |
| 4.   | Bulgaria | 1  | 3 | 0 | 1 | 2 | 0  | 9  | -9 |

#### Risultati
| Arbitro: | Kulmala |

|                                             |           |  |
| Moore 26’ McGowan 49’ Scott 66’ Maughan 76’ | Marcatori |  |

| Arbitro: | Chryso Georgiou |

|  |           |                                          |
|  | Marcatori | 72’ (aut.) Šabašov 90+5’ (rig.) Tomasiak |

| Sieradz 5 ottobre 2019, ore 16:00 | Scozia        | 0 – 0 referto | Croazia | 2. Stadion MOSiR Sieradz\| Arbitro: \| Frida Nielsen \| |
| Arbitro:                          | Frida Nielsen |               |         |                                                         |

| Arbitro: | Chryso Georgiou |

|                                                            |           |  |
| Tomasiak 13’ Padilla-Bidas 15’, 68’ Brzęczek 55’ Kozak 78’ | Marcatori |  |

| Arbitro: | Frida Nielsen |

|  |           |          |
|  | Marcatori | 9’ Smith |

| Łódź 8 ottobre 2019, ore 15:00 | Bulgaria | 0 – 0 referto | Croazia | 1. Stadion Miejski al. Unii Lubelskiej 2\| Arbitro: \| Kulmala \| |
| Arbitro:                       | Kulmala  |               |         |                                                                   |

### Gruppo 5
| Pos. | Squadra          | Pt | G | V | N | P | GF | GS | DR  |
| ---- | ---------------- | -- | - | - | - | - | -- | -- | --- |
| 1.   | Norvegia         | 9  | 3 | 3 | 0 | 0 | 26 | 0  | +26 |
| 2.   | Irlanda del Nord | 6  | 3 | 2 | 0 | 1 | 7  | 7  | 0   |
| 3.   | Galles           | 3  | 3 | 1 | 0 | 2 | 3  | 12 | -9  |
| 4.   | Moldavia         | 0  | 3 | 0 | 0 | 3 | 0  | 17 | -17 |

#### Risultati
| Arbitro: | Victoria Beyer |

|                                                                                     |           |  |
| Ildhusøy 3’, 61’ Harviken 45’ Revees 65’ Hegg 74’, 83’ Mellemstrand 85’ Terland 86’ | Marcatori |  |

| Arbitro: | Jelena Pejković |

|  |           |         |
|  | Marcatori | 73’ Rea |

| Arbitro: | Maria Marotta |

| |           |  |
| Østenstad 27’ Ildhusøy 43’, 69’, 90+4’ (rig.) Terland 53’ Hegg 55’, 82’ Gashi 57’, 74’ Revees 83’ Joramo 85’ | Marcatori |  |

| Arbitro: | Jelena Pejković |

|                                                                               |           |  |
| Collighan 24’ McGuinness 29’ Smyth 58’ McKenna 70’ Burrows 78’ Finnegan 90+4’ | Marcatori |  |

| Arbitro: | Maria Marotta |

|  |           |                                                                                       |
|  | Marcatori | 6’ Gashi 22’ Harviken 48’ Lillegård 52’ Terland 59’ Ildhusøy 74’, 89’ (rig.) Blakstad |

| Arbitro: | Victoria Beyer |

|  |           |                                 |
|  | Marcatori | 52’, 54’ Rogers 90+4’ Griffiths |

### Gruppo 6
| Pos. | Squadra  | Pt | G | V | N | P | GF | GS | DR  |
| ---- | -------- | -- | - | - | - | - | -- | -- | --- |
| 1.   | Svizzera | 9  | 3 | 3 | 0 | 0 | 9  | 0  | +9  |
| 2.   | Austria  | 6  | 3 | 2 | 0 | 1 | 8  | 1  | +7  |
| 3.   | Israele  | 3  | 3 | 1 | 0 | 2 | 5  | 4  | +1  |
| 4.   | Lettonia | 0  | 3 | 0 | 0 | 3 | 1  | 18 | -17 |

#### Risultati
| Arbitro: | Jurgita Mačikunytė |

|                                                              |           |  |
| Fölmli 19’, 42’ Xhemaili 26’, 28’, 29’ Kadriu 52’ Bohner 70’ | Marcatori |  |

| Arbitro: | Karoline Wacker |

|  |           |                        |
|  | Marcatori | 32’, 86’ Wienerroither |

| Arbitro: | María Dolores Martinez Madrona |

|            |           |  |
| Fölmli 67’ | Marcatori |  |

| Arbitro: | Karoline Wacker |

|                                                                                    |           |  |
| Hillebrand 14’ Degen 25’ Wienerroither 47’ Mittermair 59’ Plattner 79’ Brunold 84’ | Marcatori |  |

| Arbitro: | María Dolores Martinez Madrona |

|  |           |           |
|  | Marcatori | 29’ Iseni |

| Arbitro: | Jurgita Mačikunytė |

|              |           |                                                                      |
| Krasnova 88’ | Marcatori | 2’ Selimhodzic 50’ (rig.), 60’ Faingezicht 61’ Kuznezov 72’ Polishuk |

### Gruppo 7
| Pos. | Squadra    | Pt | G | V | N | P | GF | GS | DR  |
| ---- | ---------- | -- | - | - | - | - | -- | -- | --- |
| 1.   | Spagna     | 9  | 3 | 3 | 0 | 0 | 22 | 0  | +22 |
| 2.   | Islanda    | 6  | 3 | 2 | 0 | 1 | 13 | 3  | +10 |
| 3.   | Grecia     | 3  | 3 | 1 | 0 | 2 | 8  | 11 | -3  |
| 4.   | Kazakistan | 0  | 3 | 0 | 0 | 3 | 0  | 29 | -29 |

#### Risultati
| Arbitro: | Marina Aufschnaiter |

| |           |  |
| Navarro 20’, 25’, 68’ (rig.) Martínez 24’ Salvador 31’, 34’, 52’ Nevado 45+3’ (rig.) Fernández 47’ Marín 63’ López 70’ (rig.), 78’ Ruiz 79’, 84’ | Marcatori |  |

| Arbitro: | Lizzy Van Der Helm |

|  |           |                                                                                               |
|  | Marcatori | 2’ Hálfdánardóttir 9’ (rig.) Vilhjálmsdóttir 32’ Ásþórsdóttir 53’, 75’ Jónsdóttir 90+2’ Boama |

| Arbitro: | Lucie Šulcová |

|                                                             |           |  |
| Martínez 34’ Hernández 45+1’ Ruiz 56’ Marín 59’ (rig.), 82’ | Marcatori |  |

| Arbitro: | Lizzy Van Der Helm |

| |           |  |
| Georgsdóttir 5’ Hermannsdóttir 9’, 69’ Ásþórsdóttir 54’ Sigurgeirsdóttir 60’ Jónsdóttir 61’ Þórðardóttir 74’ | Marcatori |  |

| Arbitro: | Lucie Šulcová |

|  |           |                                     |
|  | Marcatori | 43’ Martínez 64’ Peña 90+6’ Navarro |

| Arbitro: | Marina Aufschnaiter |

|  |           |                                                                                     |
|  | Marcatori | 15’ Prifti 25’ (rig.), 62’ Mikrouli 29’, 55’ Voila 60’Pachaki 69’ Saich 85’ Gatoudi |

### Gruppo 8

#### Classifica finale
| Pos. | Squadra  | Pt | G | V | N | P | GF | GS | DR  |
| ---- | -------- | -- | - | - | - | - | -- | -- | --- |
| 1.   | Russia   | 9  | 3 | 3 | 0 | 0 | 12 | 0  | +12 |
| 2.   | Italia   | 6  | 3 | 2 | 0 | 1 | 8  | 2  | +6  |
| 3.   | Slovenia | 3  | 3 | 1 | 0 | 2 | 6  | 8  | −2  |
| 4.   | Estonia  | 0  | 3 | 0 | 0 | 3 | 0  | 16 | -16 |

#### Risultati
| Arbitro: | Emilie Dokset |

|  |           |                                                      |
|  | Marcatori | 24’ Govor 42’, 69’ Abdullina 72’ Kozik 90+2’ Brusova |

| Arbitro: | Neslihan Muratdagi |

|                                                      |           |  |
| Bragonzi 1’, 50’ Anghileri 4’ Boglioni 54’ Landa 62’ | Marcatori |  |

| Arbitro: | Emilie Dokset |

|                                                                           |           |  |
| Petrova 24’ Abdullina 42’ (rig.) Trenkina 50’ Kozik 59’ Lazareva 61’, 84’ | Marcatori |  |

| Arbitro: | Shona Shukrula |

|                                             |           |             |
| Silvioni 29’ (rig.) Anghileri 76’ Landa 78’ | Marcatori | 65’ Milovič |

| Arbitro: | Shona Shukrula |

|              |           |  |
| Lazareva 18’ | Marcatori |  |

| Arbitro: | Neslihan Muratdagi |

|  |           |                                                   |
|  | Marcatori | 43’ Milovič 56’ Potočnik 65’, 90’, 90+5’ Kastelec |

### Gruppo 9
| Pos. | Squadra     | Pt | G | V | N | P | GF | GS | DR  |
| ---- | ----------- | -- | - | - | - | - | -- | -- | --- |
| 1.   | Paesi Bassi | 9  | 3 | 3 | 0 | 0 | 19 | 1  | +18 |
| 2.   | Irlanda     | 6  | 3 | 2 | 0 | 1 | 5  | 6  | -1  |
| 3.   | Ucraina     | 3  | 3 | 1 | 0 | 2 | 4  | 8  | -4  |
| 4.   | Montenegro  | 0  | 3 | 0 | 0 | 3 | 2  | 15 | -13 |

### Gruppo 10
| Pos. | Squadra              | Pt | G | V | N | P | GF | GS | DR  |
| ---- | -------------------- | -- | - | - | - | - | -- | -- | --- |
| 1.   | Belgio               | 9  | 3 | 3 | 0 | 0 | 21 | 1  | +20 |
| 2.   | Svezia               | 4  | 3 | 1 | 1 | 1 | 16 | 3  | +13 |
| 3.   | Bosnia ed Erzegovina | 4  | 3 | 1 | 1 | 1 | 6  | 5  | +1  |
| 4.   | Armenia              | 0  | 3 | 0 | 0 | 3 | 0  | 34 | -34 |

### Gruppo 11
| Pos. | Squadra     | Pt | G | V | N | P | GF | GS | DR  |
| ---- | ----------- | -- | - | - | - | - | -- | -- | --- |
| 1.   | Inghilterra | 9  | 3 | 3 | 0 | 0 | 17 | 0  | +17 |
| 2.   | Serbia      | 6  | 3 | 2 | 0 | 1 | 9  | 7  | +2  |
| 3.   | Bielorussia | 3  | 3 | 1 | 0 | 2 | 7  | 7  | 0   |
| 4.   | Cipro       | 0  | 3 | 0 | 0 | 3 | 0  | 19 | -19 |

### Gruppo 12
| Pos. | Squadra   | Pt | G | V | N | P | GF | GS | DR  |
| ---- | --------- | -- | - | - | - | - | -- | -- | --- |
| 1.   | Danimarca | 7  | 3 | 2 | 1 | 0 | 14 | 0  | +14 |
| 2.   | Ungheria  | 7  | 3 | 2 | 1 | 0 | 8  | 1  | +7  |
| 3.   | Turchia   | 1  | 3 | 0 | 1 | 2 | 2  | 10 | -8  |
| 4.   | Kosovo    | 1  | 3 | 0 | 1 | 2 | 3  | 16 | -13 |

## Raffronto tra le terze classificate
| Pos | Gr | Squadra              | Pt | G | V | N | P | GF | GS | DR  |
| --- | -- | -------------------- | -- | - | - | - | - | -- | -- | --- |
| 1.  | 10 | Bosnia ed Erzegovina | 1  | 2 | 0 | 1 | 1 | 3  | 5  | -2  |
| 2.  | 4  | Croazia              | 1  | 2 | 0 | 1 | 1 | 0  | 2  | -2  |
| 3.  | 1  | Romania              | 1  | 2 | 0 | 1 | 1 | 1  | 8  | -7  |
| 4.  | 6  | Israele              | 0  | 2 | 0 | 0 | 2 | 0  | 6  | -3  |
| 5.  | 9  | Ucraina              | 0  | 2 | 0 | 0 | 2 | 1  | 7  | -5  |
| 6.  | 11 | Bielorussia          | 0  | 2 | 0 | 0 | 2 | 1  | 8  | -6  |
| 7.  | 8  | Slovenia             | 0  | 2 | 0 | 0 | 2 | 1  | 8  | -7  |
| 8.  | 12 | Turchia              | 0  | 2 | 0 | 0 | 2 | 0  | 8  | -8  |
| 9.  | 7  | Grecia               | 0  | 2 | 0 | 0 | 2 | 0  | 11 | -11 |
| 10. | 5  | Galles               | 0  | 2 | 0 | 0 | 2 | 0  | 12 | -12 |
| 11. | 3  | Azerbaigian          | 0  | 2 | 0 | 0 | 2 | 1  | 12 | -12 |
| 12. | 2  | Fær Øer              | 0  | 2 | 0 | 0 | 2 | 0  | 16 | -16 |

## Fase élite

### Sorteggio
Il sorteggio per il turno élite di qualificazione si è tenuto a Nyon, Svizzera, alle ore 11:00 CET del 23 novembre 2018. Per il sorteggio le squadre sono state divise in quattro urne in base ai risultati ottenuti al termine della prima fase delle qualificazioni. Francia e Spagna, che hanno avuto accesso direttamente a questa fase, sono state inserite nel Pot A. Ogni gruppo conteneva una squadra dal Pot A, una squadra dal Pot B, una squadra dal Pot C, e una squadra dal Pot D. Le nazionali vincitrici e le seconde classificate dello stesso girone di qualificazione non potevano essere estratte nello stesso gruppo, bensì le migliori terze potevano essere estratte nello stesso gruppo dei vincitori o seconde dello stesso turno di qualificazione.

### Gruppi

#### Gruppo 1
| Pos. | Squadra     | Pt | G | V | N | P | GF | GS | DR |
| ---- | ----------- | -- | - | - | - | - | -- | -- | -- |
| 1.   | Paesi Bassi | 0  | 0 | 0 | 0 | 0 | 0  | 0  | 0  |
| 2.   | Islanda     | 0  | 0 | 0 | 0 | 0 | 0  | 0  | 0  |
| 3.   | Romania     | 0  | 0 | 0 | 0 | 0 | 0  | 0  | 0  |
| 4.   | Scozia      | 0  | 0 | 0 | 0 | 0 | 0  | 0  | 0  |

##### Risultati
| 8 aprile 2020 | Paesi Bassi | – | Romania |  |

| 8 aprile 2020 | Islanda | – | Scozia |  |

| 11 aprile 2020 | Paesi Bassi | – | Islanda |  |

| 11 aprile 2020 | Scozia | – | Romania |  |

| 14 aprile 2020 | Scozia | – | Paesi Bassi |  |

| 14 aprile 2020 | Romania | – | Islanda |  |

#### Gruppo 2
| Pos. | Squadra          | Pt | G | V | N | P | GF | GS | DR |
| ---- | ---------------- | -- | - | - | - | - | -- | -- | -- |
| 1.   | Danimarca        | 0  | 0 | 0 | 0 | 0 | 0  | 0  | 0  |
| 2.   | Germania         | 0  | 0 | 0 | 0 | 0 | 0  | 0  | 0  |
| 3.   | Irlanda del Nord | 0  | 0 | 0 | 0 | 0 | 0  | 0  | 0  |
| 4.   | Israele          | 0  | 0 | 0 | 0 | 0 | 0  | 0  | 0  |

##### Risultati
| 7 aprile 2020 | Germania | – | Israele |  |

| 7 aprile 2020 | Irlanda del Nord | – | Danimarca |  |

| 10 aprile 2020 | Germania | – | Irlanda del Nord |  |

| 10 aprile 2020 | Danimarca | – | Israele |  |

| 13 aprile 2020 | Danimarca | – | Germania |  |

| 13 aprile 2020 | Israele | – | Irlanda del Nord |  |

#### Gruppo 3
| Pos. | Squadra  | Pt | G | V | N | P | GF | GS | DR |
| ---- | -------- | -- | - | - | - | - | -- | -- | -- |
| 1.   | Spagna   | 0  | 0 | 0 | 0 | 0 | 0  | 0  | 0  |
| 2.   | Svizzera | 0  | 0 | 0 | 0 | 0 | 0  | 0  | 0  |
| 3.   | Serbia   | 0  | 0 | 0 | 0 | 0 | 0  | 0  | 0  |
| 4.   | Svezia   | 0  | 0 | 0 | 0 | 0 | 0  | 0  | 0  |

##### Risultati
| 8 aprile 2020 | Spagna | – | Svezia |  |

| 8 aprile 2020 | Serbia | – | Svizzera |  |

| 11 aprile 2020 | Spagna | – | Serbia |  |

| 11 aprile 2020 | Svizzera | – | Svezia |  |

| 14 aprile 2020 | Svizzera | – | Spagna |  |

| 14 aprile 2020 | Svezia | – | Serbia |  |

#### Gruppo 4
| Pos. | Squadra   | Pt | G | V | N | P | GF | GS | DR |
| ---- | --------- | -- | - | - | - | - | -- | -- | -- |
| 1.   | Finlandia | 0  | 0 | 0 | 0 | 0 | 0  | 0  | 0  |
| 2.   | Russia    | 0  | 0 | 0 | 0 | 0 | 0  | 0  | 0  |
| 3.   | Austria   | 0  | 0 | 0 | 0 | 0 | 0  | 0  | 0  |
| 4.   | Croazia   | 0  | 0 | 0 | 0 | 0 | 0  | 0  | 0  |

##### Risultati
| 8 aprile 2020 | Finlandia | – | Croazia |  |

| 8 aprile 2020 | Austria | – | Russia |  |

| 11 aprile 2020 | Finlandia | – | Austria |  |

| 11 aprile 2020 | Russia | – | Croazia |  |

| 14 aprile 2020 | Russia | – | Finlandia |  |

| 14 aprile 2020 | Croazia | – | Austria |  |

#### Gruppo 5
| Pos. | Squadra              | Pt | G | V | N | P | GF | GS | DR |
| ---- | -------------------- | -- | - | - | - | - | -- | -- | -- |
| 1.   | Francia              | 0  | 0 | 0 | 0 | 0 | 0  | 0  | 0  |
| 2.   | Portogallo           | 0  | 0 | 0 | 0 | 0 | 0  | 0  | 0  |
| 3.   | Italia               | 0  | 0 | 0 | 0 | 0 | 0  | 0  | 0  |
| 4.   | Bosnia ed Erzegovina | 0  | 0 | 0 | 0 | 0 | 0  | 0  | 0  |

##### Risultati
| 7 aprile 2020 | Francia | – | Bosnia ed Erzegovina |  |

| 7 aprile 2020 | Italia | – | Portogallo |  |

| 10 aprile 2020 | Francia | – | Italia |  |

| 10 aprile 2020 | Portogallo | – | Bosnia ed Erzegovina |  |

| 13 aprile 2020 | Portogallo | – | Francia |  |

| 13 aprile 2020 | Bosnia ed Erzegovina | – | Italia |  |

#### Gruppo 6
| Pos. | Squadra    | Pt | G | V | N | P | GF | GS | DR |
| ---- | ---------- | -- | - | - | - | - | -- | -- | -- |
| 1.   | Belgio     | 0  | 0 | 0 | 0 | 0 | 0  | 0  | 0  |
| 2.   | Ungheria   | 0  | 0 | 0 | 0 | 0 | 0  | 0  | 0  |
| 3.   | Polonia    | 0  | 0 | 0 | 0 | 0 | 0  | 0  | 0  |
| 4.   | Slovacchia | 0  | 0 | 0 | 0 | 0 | 0  | 0  | 0  |

##### Risultati
| 8 aprile 2020 | Belgio | – | Slovacchia |  |

| 8 aprile 2020 | Polonia | – | Ungheria |  |

| 11 aprile 2020 | Belgio | – | Polonia |  |

| 11 aprile 2020 | Ungheria | – | Slovacchia |  |

| 14 aprile 2020 | Ungheria | – | Belgio |  |

| 14 aprile 2020 | Slovacchia | – | Polonia |  |

#### Gruppo 7
| Pos. | Squadra     | Pt | G | V | N | P | GF | GS | DR |
| ---- | ----------- | -- | - | - | - | - | -- | -- | -- |
| 1.   | Norvegia    | 0  | 0 | 0 | 0 | 0 | 0  | 0  | 0  |
| 2.   | Inghilterra | 0  | 0 | 0 | 0 | 0 | 0  | 0  | 0  |
| 3.   | Rep. Ceca   | 0  | 0 | 0 | 0 | 0 | 0  | 0  | 0  |
| 4.   | Irlanda     | 0  | 0 | 0 | 0 | 0 | 0  | 0  | 0  |

##### Risultati
| 8 aprile 2020 | Norvegia | – | Irlanda |  |

| 8 aprile 2020 | Rep. Ceca | – | Inghilterra |  |

| 11 aprile 2020 | Norvegia | – | Rep. Ceca |  |

| 11 aprile 2020 | Inghilterra | – | Irlanda |  |

| 14 aprile 2020 | Inghilterra | – | Norvegia |  |

| 14 aprile 2020 | Irlanda | – | Rep. Ceca |  |